# 沼津市立沼津高等学校・中等部
沼津市立沼津高等学校・中等部（ぬまづしりつ ぬまづこうとうがっこう・ちゅうとうぶ）は静岡県沼津市三枚橋字鐘突免にある公立高等学校・中学校。2003年度の中等部の設立によって、全国でもまだ珍しい公立の中高一貫校となった。殊に市立の中高一貫教育校は同校が全国初の設置例である。なお正式な校名は「沼津市立沼津高等学校」「沼津市立沼津高等学校中等部」である。

## 沿革

### 設立経緯
旧制沼津中（現・静岡県立沼津東高等学校）の教頭であった石内直太郎は戦後の焼け野原を前に「これからの日本を作っていくのは戦前のようなエリート教育ではなく名も無き雑草たちである」と唱え、「一匹の迷える子羊を救え」を教育理念に掲げ新たな教育機関の設立に尽力した。
そうして設立された同校は学制改革の中で存続の危機を迎えるも学校法人化して乗り越えるなど、普通の公立校にはない経緯を経ている。

### 過去に存在した科
現在は全日制普通科のみとなった同校には以前、商業科と衛生看護科があった。
商業科は1学年2学級。県立の沼津商業高が沼津とは言いつつも郊外の駿東郡清水町に校舎があり通学に不便なため、市立沼津高の商業科を選択したという者もいた。
また運動部にて優秀な成績を収めた者の推薦入学先としても商業科は活用されていた。商業科が廃止されてからスポーツ強豪校の名に陰りが見え始めたとも言われる。
衛生看護科、通称・衛看（えいかん）は看護婦を目指す学習をする科。
全て女子生徒のみの1学年1学級でクラス替えの無いまま3年間を過ごし、卒業後は引き続き2年制の専攻科に進んでいた。
現在は廃止され、沼津市の看護教育は平成18年度開校の沼津市立看護専門学校に移管されている。

### 年表
- 1946年（昭和21年） - 東熊堂に旧制の沼津市立沼津第一中学校として開校。
- 1948年（昭和23年） - 新制の沼津市立沼津高等学校に改称。
- 1950年（昭和25年） - 学校法人沼津高等学校となる。
- 1952年（昭和27年） - 学校法人を廃し、再び沼津市立沼津高等学校となる。商業科設置。
- 1957年（昭和32年） - 初代校長・石内直太郎が死去。
- 1962年（昭和37年） - 現在の沼津市三枚橋字鐘突免に移転。
- 1965年（昭和40年） - 衛生看護科設置
- 1968年（昭和43年） - 衛生看護科の専攻科設置。高校3年間終了後に2年間修業。
- 1988年（昭和63年） - 沼津市立病院敷地内に専攻科校舎が竣工、専攻科のみ移転。
- 1993年（平成 5年） - 商業科閉科
- 2003年（平成15年） - 衛生看護科閉科。併設中等部開校。
- 2005年（平成17年） - 専攻科閉科（平成18年度より沼津市立看護専門学校が開校）
- 2016年　(平成28年4月20日)　-沼津市立沼津高等学校創立70周年

新駐車場向かって左側、石碑の隣に、記念植樹として垂桜を植える。

## 校訓・校風
校訓は「求道」（ぐどう）
戦後の焼け野原の中で、レールの敷かれたエリートコースではなく自ら求めて道を歩んで行く在り方を求めた言葉。
中等部では、「あゆみ＝あすへのゆめをみつけよう」も多用される。
校歌の中にも「友の情けに日も食わず」「國の憂いに夜も寝ず」「貧しさなんぞ恥あらん」「地にひれ伏して恥に哭け」など、求道の精神を謳った歌詞が並べられている。

## 教育体制
既設の沼津市立沼津高等学校の刷新策として、平成15年度より中等部を併設し中高一貫教育校に移行したものである。ただし同校はいわゆる中等教育学校のような中高完全一貫ではない。このため入学選抜は中等部・高等学校ともに行われ、高等学校から入学する生徒も存在する。中等部から入学する生徒と高等学校から入学する生徒の割合は、1：2である。

### 中等部
正式名称は「沼津市立沼津高等学校中等部」である。同校は併設型中高一貫教育校であり、2014年度より中等部校長についても高等学校長が兼任している。
各学年に2クラスが設置され、全校で6クラス・240名が在籍している。在籍生は圧倒的に女子生徒が多い。
中等部からの入学者は校内および市当局内部では「一貫生」と呼ばれ、6年間同校に在籍し教育を受けることが前提である。当初は高校3年まで一貫生のみで構成されるクラスが編成されていたが、現在は高1時より一般生との混成クラスである。
全校的学校行事は全て高等学校と合同で行われる。

#### 中等部の部活動
部活動は基本的には高等学校生との混成である。硬式野球・書道・パソコン部など一部の部活動は高等学校生のみの編成となる。

### 高等学校
正式名称は「沼津市立沼津高等学校」である。各学年に6クラスが設置され、全校で18クラス・約600名（一貫生を含む）が在籍している。また高等学校専任の校長が配置されている。
高等学校からの入学者は、校内および市当局内部では「一般生」と呼ばれる。以前（高等学校単独校時代）は男子生徒の比率が高かった学校であるが、現在は女子の比率が極端に高い一貫生がそのまま進級してくる上に、高等学校から入学する生徒も女子の比率が高めであるため、合計ではやはり女子生徒が占める比率が高い。

#### 選抜クラス
2010年度（5期生）に設置された。高校1年時に成績優秀な生徒を集めたクラスである。2015年度より2クラスに拡大された。

##### 文理選択
高校2年の時に選択。選択肢は4つ。
G（求道）理・文コース：就職、専門学校を進路とする生徒が主に取る。
Y（鷹峯）理コース：理系大学を進路とする生徒が取る。
Y（鷹峯）文コース：文系大学を進路とする生徒が取る。

### 入学選抜

#### 中等部・高等学校共通
- 学校設置者が沼津市であるが、沼津市外在住者であっても志願および入学は可能である。
- ただし、入学者総数のうち沼津市在住者が最少でも75%を超えるよう調整される。

#### 中等部
- 定員は80名である。近年は2倍弱の倍率である。
- 開設以来、入学決定者が81名以上になったことはない。転学等で80名を下回ることはあるが、編入学希望者の募集は特にしていない。
- 独自の学力検査が課される。
- 学力検査の翌日に面接が行われる。本人単独の面接と、数人の集団による面接である。
- 本人の作成による入学志願理由書の提出を志願時に求められる。

#### 高等学校
- 募集定員は160名である。静岡県の県立高校の入学選抜日程と内容に合わせて行われる。

## 施設・設備
高等学校単独教育校から中高一貫教育校へ移行するにあたり、全面的な施設の更新がされ建物群は再配置が行われている。
現有施設の主なものは以下のとおりである。

### 一般教室棟

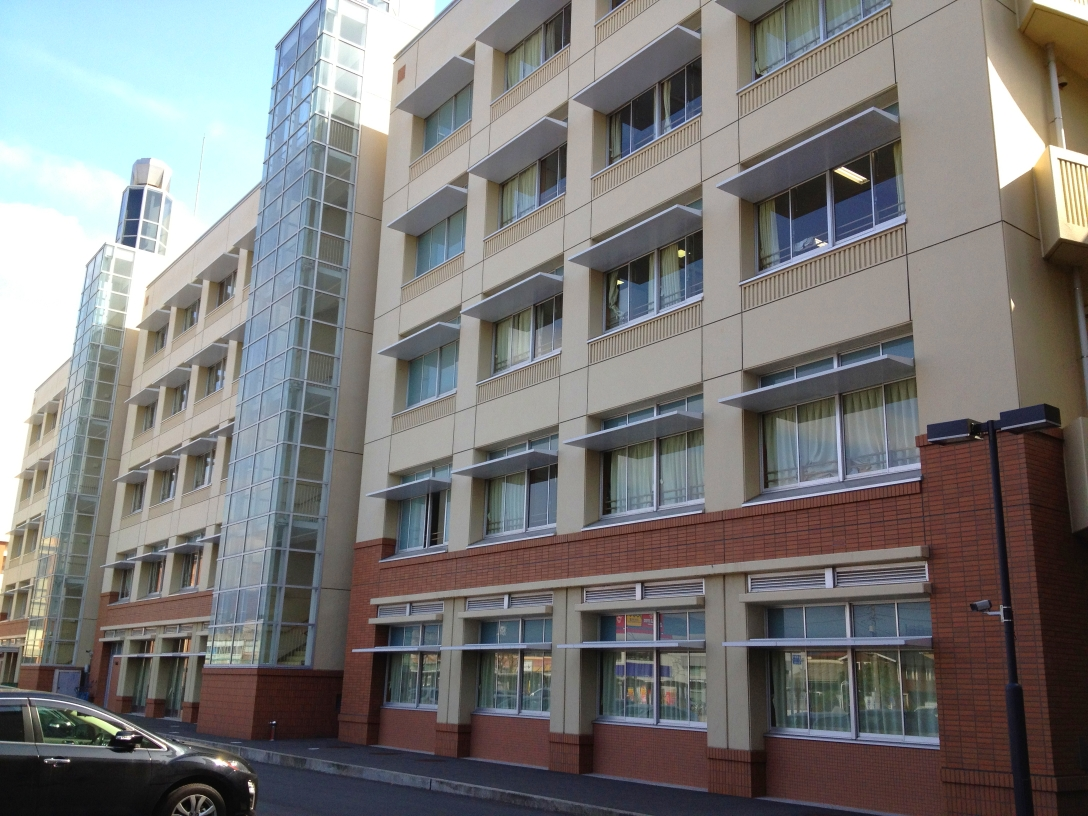
一般教室棟

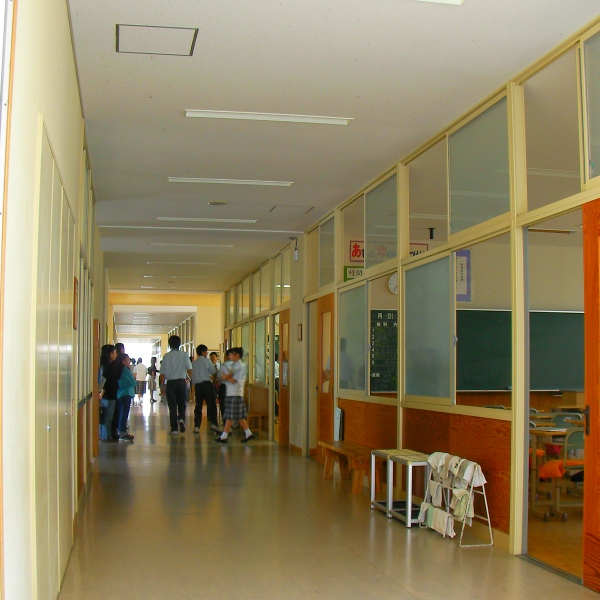
一般教室棟内部（2階中等部）

5階建て。1階は校長室・食堂・保健室・放送室・中高生徒会室・会議室等の生徒の学校生活を支援する部門の部屋が配置されている。
2〜5階は一般教室およびゼミ室とロッカールーム・教科準備室などがある。各階とも南北に延びる廊下を境に東側に一般教室が6室、西側にその他の諸室が配置されている。この他2箇所ある階段の対面部分（面積はおよそ40平方メートル）は1階を除く各階ともフリースペースとなっており様々な活用がされている。なお2階を中等部が、3階を高校3年生、４階を高校2年生、5階を高校1年生が利用する。

### 特別教室棟

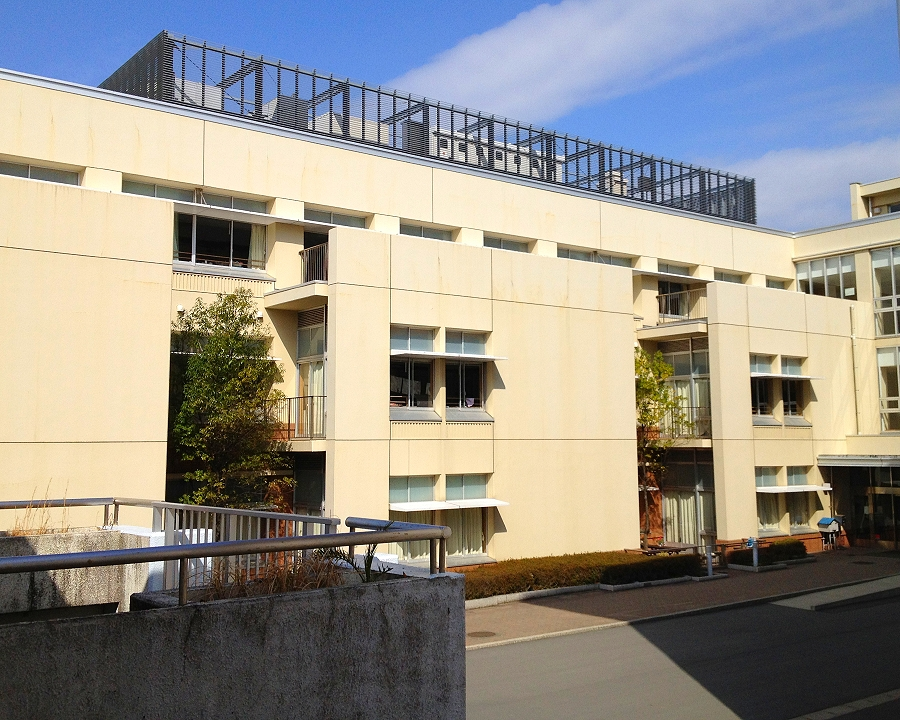
特別教室棟

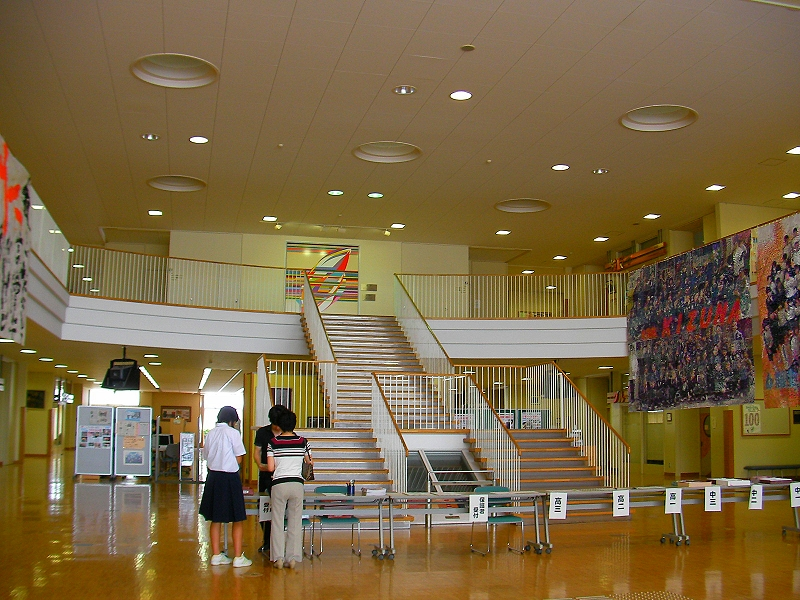
玄関アトリウム

3階建て。正面玄関はこの棟にある。事務部門・職員室(３階)・図書室・講堂（誠花ホール）・パソコン室・グループワーク室・視聴覚室、さらに各教科の特別教室群がある。かつて専攻科である看護科の実習室もこの建物にあった。
玄関部1〜2階はアトリウム構造になっており、同校の校舎建築では最大の特徴になっている。1〜2階の各室はこのアトリウムを囲む形で配置されている。図書室は壁を排したオープン形式になっている。

### 体育施設群

#### 体育館

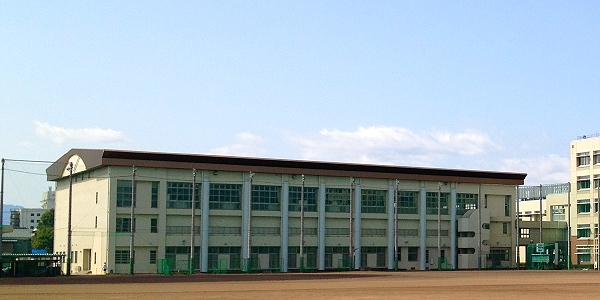
体育館

3階建て。床面積は国内の公立中学および高校のものとしては建設時点で最大である。
1階には武道場とトレーニングルームがあり、2階以上がステージ付きアリーナである。また3階のステージの対面方には観覧席がある。
1階の武道場は304畳あり、2階のアリーナはバスケットボールのフルコートを3面取ることができる。例えば卒業式は中等部・高等学校の全生徒と卒業学年の父兄（合計で1320名）が出席する。

#### その他の体育施設
プールは校地北西端に位置し、屋外型50m×8コースのものを備えている。附属施設とともに経年劣化が進行していたが、平成26年度に建て替えられた。
弓道場は現体育館に隣接した校地南端にある。木造平屋の本座建屋は老朽化が進行しているため、建て替えが計画されている。
部室棟は現体育館の東隣に平成21年度に新築されている。

### 求道館

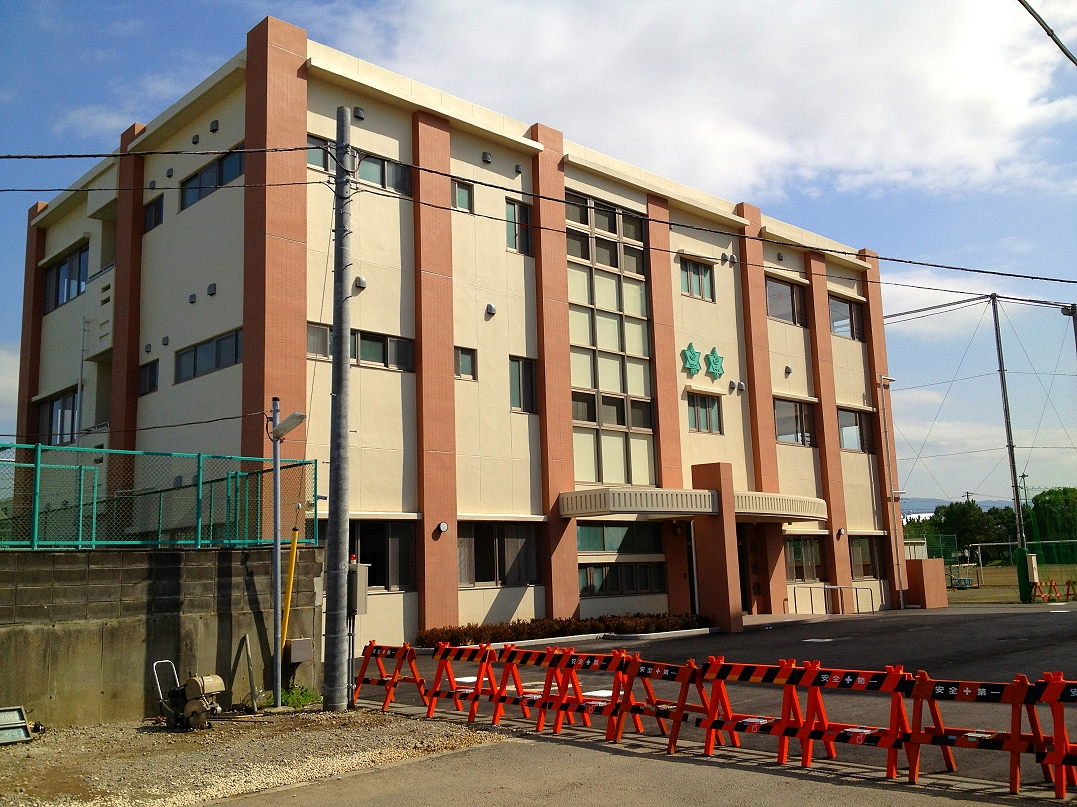
求道館

プールの南側にて、平成24年度期首より供用開始予定で建設工事が進行しており、予定通り建設完了、併用が開始された。
建物の概要は
- 地上3階建て
- 建築面積　368.71平方メートル
- 延べ床面積　1018.5平方メートル

である。
1階には会議室・自習室を兼ねる食堂とそれに付帯する厨房・シャワー室・屋外から直接アクセスできるバリアフリー対応のトイレなどが設けられる。
2階および3階はそれぞれ研修室・大小の宿泊室数室・浴室・ランドリーなどが同じ間取りで設けられる。宿泊室と研修室は可動間仕切りで2分割可能となる。平時は学習や部活動の支援施設としての利用を主としているが、合宿利用が可能な設備である。なお合宿利用の際は2階を男子用・3階を女子用とする。

## 学校行事

### 鷹峯祭
5月末～6月上旬頃に行われる文化祭と体育祭。
「鷹峯祭」と書いて「ようほうさい」と読む。峯の字を峰と誤記されることが多い。

### 月見遠足
夜に出発し、深夜を通して山中を歩き続け、翌朝未明に終了する遠足。
戦後の何も無い時代に手作りで行事を作り上げようと企画された催し。
平成初期までは夜通し歩く方式が存続されていたが、近年は深夜の遠足への反発も高まり、昼間に出発して月が出る頃に終了する遠足に変更されていた。平成28年の創立70周年記念イベントとして求道会（同窓会）にて復活させた。その後隔年開催として予定している。

### 持久走大会
愛鷹広域多目的運動競技場にて行われる。高校男子は9km、高校女子は6km、中等部男子は5km、中等部女子は4kmを走る。 完走すると栄養補助食品やペットボトル飲料が支給される。
2012年度までは千本浜公園の堤防で行われていた。高校男子12km、高校女子8km、中等部男子6km、中等部女子5kmを走っていた。
※2013年度は千本浜護岸工事のため、愛鷹広域多目的運動競技場にて行われた。また、護岸工事終了後も、愛鷹広域多目的運動競技場で行われている。

## 部活動
部活動は、任意加入制である。ただし、高校1年生は全員の加入が義務づけられている。
令和6年度現在で以下の各部がある。
- 高等学校在籍生徒のみで活動する部

硬式野球、山岳、書道、パソコン
- 全校生徒で活動する部

弓道、サッカー、柔道、水泳、卓球、陸上競技、硬式テニス、男子バスケット、体操、新体操、剣道、家庭、美術、吹奏楽、バトン、演劇、女子バスケット、女子バレー、英語、茶華道
全国レベルで優秀な成績を修めた運動部が多い。文化部では、吹奏楽部が大会の常連校。
ただし、平成15年度の中高一貫教育開始時からの3年間で高等学校を含め全校的に女子生徒の割合が急増してそれが固定化したため、大会成績や校内における勢力構成にはここ数年大きな変動が生じている。
平成24度からサッカー部は、中等部のものが廃部となったため、高校在籍生徒のみになる。

### 野球部
- 1957年（昭和32年）王貞治の早稲田実業が優勝した春の選抜高校野球大会に出場、初戦敗退。
- 1991年（平成3年）夏の県大会決勝でエース・森中聖雄を擁する東海大学工業高校を破り[1]、夏の甲子園初出場。初戦で松井秀喜が四番打者の星稜高と対戦、接戦の末敗れる。

### 女子バスケ部
- 1988年（昭和63年）全国高校バスケ選抜大会で3位入賞。

その後も含めて計3度の全国3位、2度の4位を達成している。

### 弓道部
- 1956年（昭和31年）第1回高校総体で男子団体、女子団体が共に全国優勝。男子個人でも優勝、準優勝を果たす。

その後も男女共に数回の全国優勝を果たし、全国大会の常連校として名を馳せる。近年では高校総体の県予選の団体で女子が6位入賞した。
中等部は高校と合同。中等部も県大会で入賞し全国大会、東海大会などにも出場している。2015年度は中学生女子チームが県大会優勝し、中学生男子チームは準優勝している。また、他高校との合同練習にも参加する。<

### 柔道部
- 1966年（昭和41年）大分国体で根木谷信一が優勝。
- 1985年（昭和60年）全日本選手権で佐々木光が優勝。世界選手権日本代表に選ばれる。
- 1992年（平成 4年）ポーランドジュニア国際で久保田有希が準優勝。

## 著名な卒業生
- 安藤治久 - 阪急ブレーブス（1959年 - 1964年在籍）のプロ野球選手
- 石田雅彦 - 作家、編集者、研究者（公衆衛生）
- 佐々木光 - 1988年ソウル五輪女子柔道66kg級金メダル
- 風間美佳 - 柔道選手
- 西風 - 漫画家
- 久保田有希 - 女子プロ総合格闘家。アマチュア時代にポーランド国際柔道で準優勝。
- 杉沢毛伊子 - 女子競輪選手
- 高橋愛美 - タレント。元フジテレビ「ひらけ!ポンキッキ」4代目お姉さん。
- 稲葉治夫 - 画家
- 橘家半蔵 - 落語家（落語協会、真打）
- 鈴木英治 - 小説家
- 鷹𥖧公歌 - バスケットボール選手
- 遠藤真帆 - バスケットボール選手
- 若山英史 - 日本の車いすラグビー選手。東京2020パラオリンピック競技大会日本代表推薦選手に選ばれて、東京大会でも銅メダル獲得。